# Eiji Funakoshi
Eiji Funakoshi (船越英二, Funakoshi Eiji), né le 17 mars 1923 à Tokyo et mort le 17 mars 2007 à Shizuoka, est un acteur japonais.

## Biographie
Eiji Funakoshi, de son vrai nom Eijirō Funakoshi (船越 榮二郎), est le fils cadet d'un commerçant de kimonos. Il entre à la faculté d'économie de l'université Senshū (en) en 1941, obtenant son diplôme début 1944 grâce à la conscription étudiante. En 1947, il entre à la Daiei et fait sa première apparition au cinéma dans Dai ni no hōyō de Shigeo Tanaka.
En 1959, Kon Ichikawa le choisit pour le rôle principal de Feux dans la plaine qui relate une affaire de cannibalisme qui a eu lieu parmi les soldats japonais au cours de la débâcle de l'armée aux Philippines à la fin de la Guerre du Pacifique. Les acteurs, sous contrôle médical constant, étaient sous-alimentés et il leur était interdit de se brosser les dents ou de se couper les cheveux, dans un souci de rendre le film plus réaliste. Cela ne fut pas sans problème, Eiji Funakoshi, s'étant même évanoui une fois en plein tournage. Il réussit une remarquable performance d'acteur dans le rôle d'un soldat halluciné à la limite de la folie, qui lui vaut le prix Kinema Junpō du meilleur acteur et le prix Mainichi du meilleur acteur,.
Eiji Funakoshi a tourné dans près de 200 films au cinéma entre 1947 et 1977,. À partir des années 1970, il travaille principalement pour la télévision.
Eiji Funakoshi meurt d'un infarctus cérébral le 17 mars 2007, le jour de ses 84 ans, dans un hôpital de Shizuoka.

### Vie privée
Eiji Funakoshi s'est marié avec l'actrice Yumiko Hasegawa (ja), leur fils aîné est l'acteur Eiichirō Funakoshi (ja), leur fille Yōko Hirano (ja) est romancière et femme d'affaire.

## Filmographie partielle

### Au cinéma
- 1947 : Dai ni no hōyō (第二の抱擁?) de Shigeo Tanaka
- 1947 : Itsu no hi ka hana sakan (いつの日か花咲かん?) de Kiyohiko Ushihara
- 1948 : Utsukushiki hyō (美しき豹?) de Yasuki Chiba
- 1948 : Sanmenkyō no kyōfu (三面鏡の恐怖?) de Seiji Hisamatsu
- 1948 : Yūreitō (幽霊島?) de Kōzō Saeki

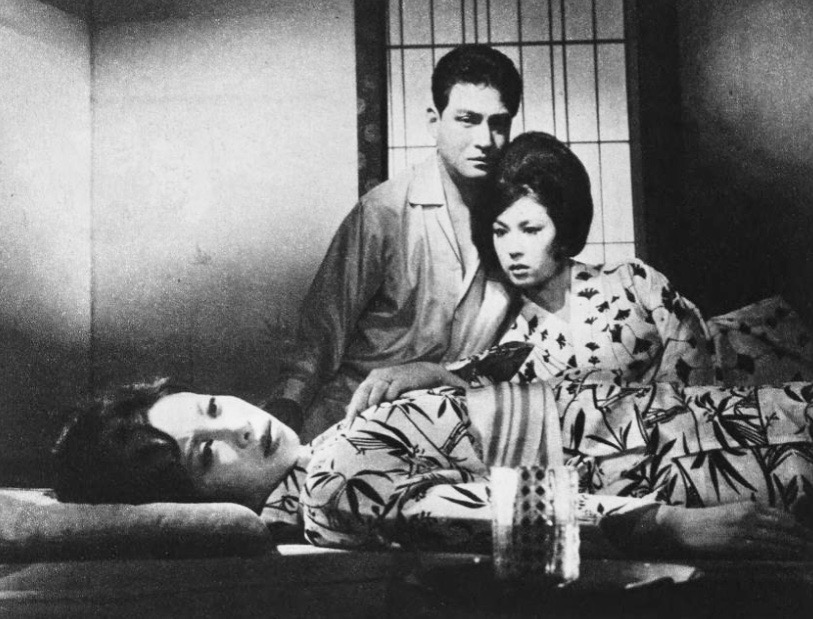
De g. à d. : Kyōko Kishida, Eiji Funakoshi et Ayako Wakao dans Passion (1964).

- 1950 : Watashi wa nerawarete iru (私は狙われている?) de Kazuo Mori
- 1953 : Frère aîné, sœur cadette (あにいもうと, Ani imōto?) de Mikio Naruse : Kobata
- 1955 : Combien de fois, les roses (薔薇いくたびか, Bara ikutabika?) de Teinosuke Kinugasa
- 1956 : Yonjūhassai no teikō (四十八歳の抵抗?) de Kōzaburō Yoshimura
- 1957 : Le Trou (穴, Ana?) de Kon Ichikawa : Koisuke Sengi
- 1957 : Les Papillons de la nuit (夜の蝶, Yoru no chō?) de Kōzaburō Yoshimura
- 1958 : La tristesse est aux femmes (悲しみは女だけに, Kanashimi wa onna dakeni?) de Kaneto Shindō : Hiroshi
- 1958 : La Vengeance des loyaux serviteurs (忠臣蔵, Chūshingura?) de Kunio Watanabe : Tsunanori Uesugi
- 1959 : Feux dans la plaine (野火, Nobi?) de Kon Ichikawa : Tamura
- 1960 : La Princesse errante (流転の王妃, Ruten no ōhi?) de Kinuyo Tanaka : Futetsu (Pujie)
- 1960 : Testaments de femmes (女経, Jokyō?) - 3e épisode de Kōzaburō Yoshimura
- 1960 : Le Gars des vents froids (からっ風野郎, Karakkaze yarō?) de Yasuzō Masumura
- 1961 : Dix femmes en noir (黒い十人の女, Kuroi jūnin no onna?) de Kon Ichikawa : Kaze
- 1962 : J'ai deux ans (私は二歳, Watashi wa nisai?) de Kon Ichikawa : Goro
- 1962 : La Bête élégante (しとやかな獣, Shitoyakana kemono?) de Yūzō Kawashima : Eisaku Kamiya, le percepteur des impôts
- 1963 : La Vengeance d'un acteur (雪之丞変化, Yukinojō henge?) de Kon Ichikawa : Kadokura
- 1964 : Passion (卍, Manji?) de Yasuzō Masumura : Kōtarō Kakiuchi
- 1965 : Gamera (大怪獣ガメラ, Daikaijū Gamera?) de Noriaki Yuasa : Dr. Hidaka
- 1966 : La Tour d'ivoire (白い巨塔, Shiroi kyotō?) de Satsuo Yamamoto
- 1967 : Deux sœurs mélancoliques à Kyoto (古都憂愁 姉いもうと, Koto yūshū: Ane imōto?) de Kenji Misumi : Shinkichi Yūki
- 1969 : La Bête aveugle (盲獣, Mōjū?) de Yasuzō Masumura : Michio
- 1969 : Gamera contre Guiron (ガメラ対大悪獣ギロン, Gamera tai daiakujū Giron?) : Dr. Shiga
- 1975 : C'est dur d'être un homme : Un parapluie pour deux (男はつらいよ 寅次郎相合い傘, Otoko wa tsurai yo: Torajirō aiaigasa?) de Yōji Yamada : Kenjirō Hyōdō

### À la télévision
- 1970 : Jikan desuyo (時間ですよ?) : Shozo Matsuno, propriétaire d'un établissement de bains publics
- 1988 - 1997 : Abarenbō Shōgun (en) (暴れん坊将軍?) : Tanokura Magobei

## Distinctions
Sauf indication contraire, les informations mentionnées dans cette section peuvent être confirmées par la base de données cinématographiques IMDb,  présente dans la section « Liens externes ».

### Décorations
- Récipiendaire de la médaille au ruban pourpre en 1989[6]
- Récipiendaire de l'Ordre du Soleil levant (quatrième classe) en 1995

### Récompenses
- 1960 : prix Kinema Junpō du meilleur acteur pour Feux dans la plaine[4],[8]
- 1960 : prix Mainichi du meilleur acteur pour Feux dans la plaine[5]